# طوين (ميانة)
طوين هي قرية في مقاطعة ميانة، إيران. عدد سكان هذه القرية هو 594 في سنة 2006.